# Сент-Экзюпери (фильм)
«Сент-Экзюпери» (фр. Saint-Ex) — франко-бельгийский биографический фильм режиссёра Пабло Агеро. Главные роли исполнили Луи Гаррель и Венсан Кассель.
Премьера фильма состоялась в 2024 году.

## Сюжет
В 1930 году тридцатилетний Антуан де Сент-Экзюпери работает пилотом во французской авиакомпании Aéropostale в Аргентине. Когда его лучший друг и опытный пилот Aéropostale Анри Гийоме исчезает в Андах, Сент-Экзюпери решает отправиться на его поиски. Эти невозможные поиски заставляют его преодолеть себя, что делает его самой сильной стороной способность мечтать.

## В ролях
- Луи Гаррель — Антуан де Сент-Экзюпери[6]
- Венсан Кассель — Анри Гийоме
- Диана Крюгер — Ноэль Гийоме
- Бенуа Мажимель — директор Aéropostale (озвучка)
- Мелинго — Монсальвез
- Бланш Редулу — Эдда
- Жан-Стан Дю Пак — Антуан де Сент-Экзюпери в юности

## Производство
Режиссер родился в окрестностях Аконкагуа, аргентинской вершины, над которой Антуан де Сент-Экзюпери пролетал каждый день, когда искал своего друга Анри Гийоме. Книга «Маленький принц» также был одним из главных произведений его юности. Его сценарий посвящен одной неделе из жизни писателя-авиатора:
Я решил рассказать о неделе его жизни, которая была решающей как для авантюриста, так и для писателя. Поиски своего друга Гийоме, заблудившегося в Кордильерах, сформировали великого летчика, который в итоге отдаст свою жизнь в борьбе с фашизмом. Серия встреч и открытий, совершенных им в Аргентине, вдохновила поэта, который десять лет спустя напишет одну из самых универсальных повестей в истории.Пабло Агуэро
Съёмки начались в феврале 2023 года и проходили во Франции (студия Bry-sur-Marne, Корсика, юг Франции и т. д.) и в Нью-Йорке. Съёмки также проходили в Андах и Патагонии. Актёры и самолёты были сняты на фоне синих экранов. Кадры с небом были сняты оператором Клер Матон отдельно в Аргентине.

## Отзывы и оценки
Среди самых восторженных рецензий Les Inrockuptibles отмечает «необычный приключенческий фильм, столь же красивый, сколь и озорной» и хвалит актёрскую игру Луи Гарреля7. Les Echos похвалил оригинальность подхода к фильму, который отличается от стандартных биографических фильмов тем, что выбрал «стилизованную мечту вокруг мифа о Сент-Экзюпери».
Другие критики разделились во мнениях. Ouest-France одобряет решение сфокусироваться на одном эпизоде из жизни писателя, для истории, которая является одой ранним дням авиации; газета отмечает, однако, что часть истории, происходящая на земле, работает менее хорошо, и что выбранная фальшивая эстетика «может соблазнить, а также возмутить глаз синефила». La Croix высоко оценивает удивительный результат, в котором преобладают рассказ и поэзия, отмечая при этом, что вам придётся принять эстетику фильма, которая может показаться вам «слишком стилизованной».
Другие критики отнеслись к фильму менее благосклонно. Libération посчитала, что фильм затянут, что он увяз в сновидческих эпизодах, и в то же время упустила биографическую часть Сент-Экзюпери. Le Figaro раскритиковала фильм за то, что он портит образ автора «Маленького принца». Télérama посчитала, что фильм отдал слишком «условную» дань уважения Антуану де Сент-Экзюпери.